# 사이 켄들

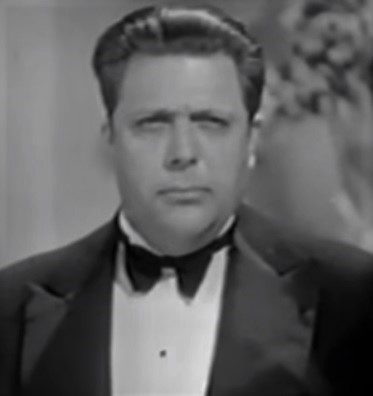

사이 켄들(Cy Kendall, 1898년 3월 10일 ~ 1953년 7월 22일)은 미국의 배우이다. 세인트루이스에서 태어났으며 우들랜드힐스에서 사망하였다.

## 영화
- 낸시 리오 가다 (1950년)
- 농부의 딸 (1947년)
- 위드아웃 레저베이션스 (1946년)
- 천일야화(영어판) (1945년)
- 키스밋(영어판) (1944년)
- 로라 (1944년)
- 레이디 테이크 어 찬스 (1943년)
- 위험한 이웃 (1943년)
- 자니 이거 (1942년)
- 뉴욕으로 간 타잔 (1942년)
- 모로코 가는 길 (1942년)
- 훌라벌루 (1940년)
- 앤디 하디 미츠 드뷰탄트 (1940년)
- 그린 호넷 (1940년)
- 더 걸 오브 더 골든 웨스트 (1938년)
- 데이 원트 포겟 (1937년)
- 샤도우 스트라이크 (1937년)